# Isole di Hyères
Le isole di Hyères o isole d'Oro (in francese Îles d'Hyères, in occitano Illas d'Ieras) sono un arcipelago mediterraneo davanti alle coste meridionali della Francia.
Fanno parte del comune di Hyères, nel dipartimento del Var, Provenza.
L'arcipelago condivide l'orogenesi del massiccio dei Maures, dal quale si è staccato a causa dell'innalzamento del livello del mare durante le ultime glaciazioni.
Le isole maggiori sono tre, a cui si aggiungono numerosi isolotti. Porquerolles è la più grande e si trova davanti alla penisola di Giens, a sud di Hyères. Da qui, da La Tour Fondue, partono i traghetti per raggiungere l'omonimo paese di Porquerolles.
L'isola di Port-Cros e l'Île du Levant sono più orientali, venendo a situarsi davanti al litorale di Le Lavandou.
Port Cros è un isolotto di circa 700 ha, sede del Parco nazionale di Port-Cros, un importante ente di salvaguardia dei patrimoni naturale e culturale che ha giurisdizione su un'ampia area marittima e costiera, nonché interessanti progetti che riguardano le regioni della Linguadoca-Rossiglione e Provenza-Alpi-Costa Azzurra. Rientra nella rete Natura 2000.
L'isola del Levante è più grossa (900 ha, di forma più allungata) e più orientale. È sede di uno dei primi campi nudisti e per gran parte è di proprietà della Marine nationale..

## Toponimo

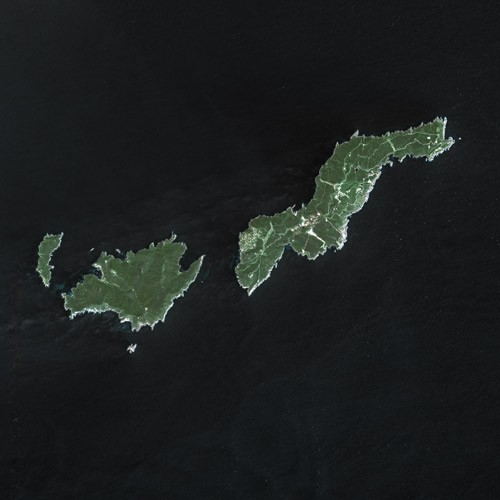
Le isole orientali di Port-Cros e dell'Île du Levant

L'arcipelago e le sue isole hanno avuto nel corso della storia diversi e numerosi nomi.
Furono conosciute dagli antichi greci come Ligystidi, cioè "dei Liguri" (in greco Ligystides, Λιγυστίδες), o Stœchades, (Στοιχάδες, ossia "in linea" in greco), poiché così apparivano lungo le rotte commerciali che dalla potente città di Marsiglia si dirigevano verso l'Italia. E per secoli furono di proprietà della colonia focese, dalla fondazione di questa fino al Medioevo: erano ad essa talmente legate che nemmeno Roma, nel comminare alla riottosa Marsiglia pesanti pene e gioghi in seguito a un'insurrezione soffocata nel sangue, si arrogò il diritto di privarla di questi porti.
Le Stœchades son citate da numerosi scrittori antichi, Apollonio Rodio, Strabone, Plinio il Vecchio, Agatemero e altri, in maniera però abbastanza discordante: per esempio per Strabone sono tre grandi più due piccole, mentre per Plinio sono due gruppi di tre isole. Anche le mappe disegnate più tardi, nel Medioevo, non sono d'aiuto: una mappa del 1590 descrive Porquerolles sede di Pomponiana, mentre Plinio la pone a Meso, che secondo molti è Port-Cros e secondo alcuni è Giens; altre mappe non disegnano Giens, o la segnano come un'isola o come un villaggio sul continente; in una carta del 1652 il canale tra Giens e Porquerolles è detto le Frioul, che attualmente è il nome dell'arcipelago di fronte a Marsiglia; alcune carte disegnano cinque cerchi in linea sotto Hyères.
Vi sono diversi arcipelaghi nel Var che rispondono alle loro descrizioni, ma principalmente due gruppi son nei secoli state considerate Stœchades: le tre al largo di Hyères, le "Grandi Stœchades", Hypœa (in greco Ύπια, inferiore), Meson (Μέσον, di mezzo) e Proto (Πρώτον, superiore), e l'arcipelago delle Frioul di fronte a Marsiglia, le "Piccole Stœchades", Sturium o Styrion (in greco Στύριον), Phenice (Φοινίκη) e Phyla (Φύλα). L'arcipelago di Lerino, conosciuto come "Isole Planasie", più orientale ancora, viene talvolta chiamato in causa, principalmente perché costituito da due isole, il che corrisponderebbe alla formula straboniana 5=3+2.
L'arcipelago massaliota è costituito da quattro isole, che non sono "in linea" e che sono fuori dalle rotte verso l'Italia, come d'altronde le Planasie. Nel 1925 Jules Mouquet ipotizza invece che, poiché la penisola di Giens e Cépet furono un tempo isole, Cépet, Giens e Porquerolles sarebbero le "grandi" stœchades, che tra l'altro rispecchiano la disposizione NordOvest-SudEst della terminologia classica, mentre Bagaud, Port-Cros e Levant sarebbero le Stœchades minori. Bagaud ha, per la sua forma, ragione d'essere chiamata "Storione", mentre far derivare, come a lungo si è creduto, il nome dell'isola d'If da hypœa ("inferiore" rispetto a cosa?) risulta più difficile da sostenere, se non sulla base proprio della duratura ma erronea interpretazione. In quest'ottica le Stœchades orientali sarebbero le minori e non le maggiori.
L'arcipelago assunse durante il Medioevo il nome di "Isole d'Hyères" (la prima mappa con tale appellativo è del 1500), grazie allo sviluppo di questo villaggio come centro organizzativo dell'omonima baia (la rada di Hyères), porto naturale adibito all'accoglienza di intere flotte: francesi, saraceni, genovesi e flotte imperiali hanno infatti per lungo tempo sfruttato in tal senso queste acque calme, riparate dal maestrale, al contrario dell'opposta rada di Giens.
Anche l'appellativo di "Isole d'Oro" ha diversi perché. Potrebbe essere la contrazione sia di "isole d'oriente" che di "isole Aœarum", cioè "di Hyères". O più semplicemente "oro" indicherebbe "grande prosperità", in ragione dello sviluppo felice dei monasteri e della loro industria, soprattutto all'isola di Levante. Jehan de Nostredame, fratello cadetto del più noto Michel Nostradamus, nella sua Vies des plus célèbres et plus anciens poètes provençaux, che raccoglie informazioni imprecise, anacronistiche e a volte mendaci, cita la morte di un tale Francesco d'Olberto, della famiglia genovese dei Cybo originaria dal Regno di Napoli, anacoreta figura chiave nella rinascita dell'isola di Levante, trovata da lui abbandonata. Era bibliotecario del monastero di Lerino.
Si ritirava "in primavera e in autunno al suo eremitaggio alle Stœchades, presso una chiesa che dipendeva da Lerino, a studiare i troubadours e i poeti provenzali dimenticati da tempo". Nostredame afferma che Francesco fosse stato il primo a dare all'arcipelago il nome di Isole d'Oro. Come che sia, è proprio Levante che per prima fu chiamata "d'oro": o per la sua posizione più "orientale" e/o per il suo primato rispetto alle altre.
Primato sia in senso culturale che commerciale: arance, grano, ma soprattutto lavanda, della specie Lavandula stoechas. Nonché in senso spirituale-religioso: l'isola fu conosciuta anche come de boni homeni, cioè dei "brav'uomini" o "sant'uomini", grazie ai quali non solo "prosperò", ma anche "brillò". Fu solo con l'istituzione del marchesato delle Isole d'Oro nel 1531 da Francesco I di Francia che tale appellativo fu esteso a Bagaud e Port-Cros, ma non all'isolotto con il Fort de Brégançon, alla storia di queste isole spesso associato.
Neanche Porquerolles è inclusa: in una mappa del 1652, tra l'altro, si legge "Isole d'Hyères e Isole d'Oro". È in tempi recenti, infatti, che anche Porquerolles acquisisce tale onorificenza, e per l'essere diventata importante meta turistica, alla fine dell'Ottocento, e per l'osservazione che tutte queste isole (e anche Giens) sono costituite da mica scistosa, che dona alle loro rocce dei riflessi metallici.
In una breve parentesi del 1535 l'arcipelago fu conosciuto come isole d'Austria: Carlo V infatti invade la Provenza e Andrea Doria risparmia Hyères, ma occupa le isole facendone, per soli quindici giorni, un ducato austriaco.

## Storia

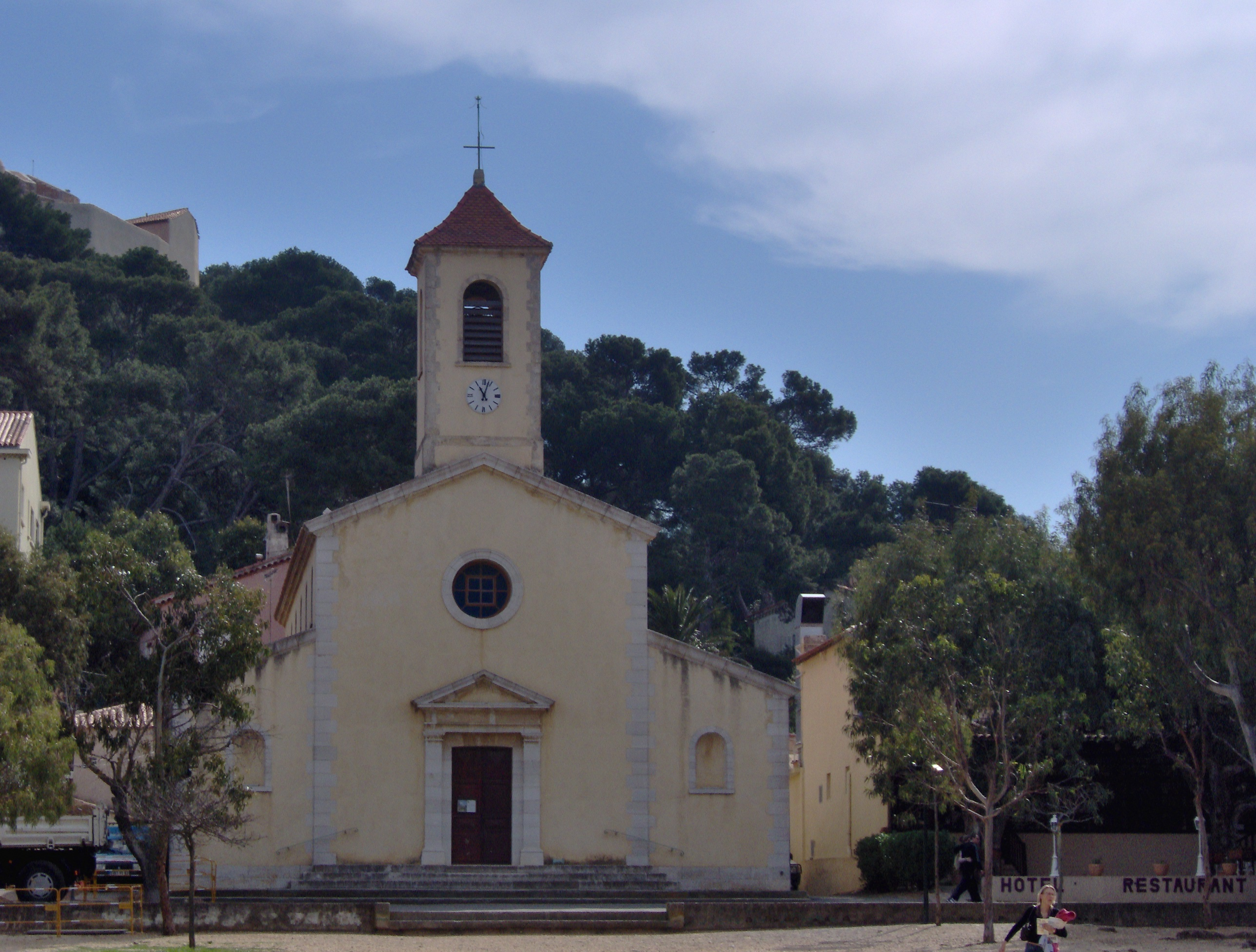
Chiesa di Porquerolles

### Storia antica
Son state ritrovate ceramiche databili intorno al 3.000 a.C., nonché pietre intagliate e strumenti in serpentino.
Intorno al 1.200 a.C. i liguri colonizzano la costa provenzale.
Nel 600 a.C. viene fondata dai focesi ellenici Marsiglia, battezzata col nome della madrepatria Focea.
Nel 515 a.C. un battello che trasportava vasellame si inabissa al largo di Porquerolles.
Alla fine del VI secolo a.C. i liguri fondano Olbia ai piedi del promontorio Costebelle, che verrà poi presa dai massalioti (121 a.C.).
È di quest'epoca lo stabilimento di una comunità sull'isola di Levante.
Nel 400 a.C. i liguri s'installano a Bormes. Cinquant'anni più tardi i massalioti fondano Nizza.
Apollonio Rodio è il primo a citare delle isole Ligystidi, conosciute anche come Stœchades.
Nel II secolo a.C. una nave che trasportava stagno naufraga a ovest dell'isola di Bagaud.
Nel 124 a.C. i romani, venuti in soccorso di Marsiglia contro i salluvi, si aggiudicano l'intera costa dal Var al Rodano, fino a conquistare tutto il territorio che si interponeva tra Italia e possedimenti iberici.
L'arcipelago seguirà così, per i secoli successivi, le sorti della Provincia romana.
Verso la fine del II secolo a.C. un villaggio di pescatori s'installa a Porquerolles, verso la Galère. Un altro, più a sud, serve da punto d'approdo per le navi provenienti dall'Italia.
Nell'82 a.C. Lucio Cornelio Scipione Asiatico, proscritto a Roma, si rifugia prima a Marsiglia poi nelle isole d'oro, dove muore l'anno dopo.
Nel 67 a.C. a Marco Pomponio viene affidato il compito di difendere il traffico marittimo contro la pirateria. A tal motivo fonda due fortezze, chiamate entrambe Pomponia, una vicino ad Olbia e una nell'isola di Meso (Porquerolles? Port-Cros?).
Nel 49 a.C., avendo Marsiglia preferito Pompeo a Cesare, viene da questi fatta assediare dalle truppe di Gaio Trebonio, 18.000 uomini. Dopo due battaglie navali, capitola. Pur mantenendo lo status di città federata, perde grandi possedimenti, tranne Nizza e l'arcipelago di Hyères.
Nel I secolo d.C. Port-Cros possiede un abitato a Port Man (est); la piana di Manoir è senza dubbio coltivata. Sull'isola del Levante vi sono costruzioni lungo la valle dei Titani e anche Porquerolles vede un maggiore sviluppo edilizio e agricolo.
Strabone descrive le isole Stœchades nel numero di cinque, tre più grandi e due piccole, "i massalioti le coltivano", "sono dei buoni approdi" e "posseggono una guarnigione, posta là a guardia delle incursioni dei pirati". Cita Olbia come colonia massaliota. Inoltre a Meso venne posta una delle Pomponiane, che potrebbe essere sia Giens che Porquerolles.
Plinio dice che i coralli e la lavanda delle isole son molto ricercati. I romani vi svilupparono le colture del grano e del vino. La presenza romana è attestata a Port-Cros da tombe e da opere ingegneristiche di canalizzazione delle acque.
Nel I secolo d.C. un naviglio che imbarca ferro naufraga a Capo Medes (Porquerolles, NordEst). Altre e numerose s'inabissano nelle acque di questo arcipelago. Lo stesso imperatore Claudio, partito da Ostia per dirigersi alla conquista della Britannia, a causa di una tempesta deve trovare rifugio presso le isole Stoechades.
Nel 69 il generale Fabio Valente, venuto in Provincia a sostenere la causa dell'imperatore Vitellio, persa la battaglia deve rifugiarsi nelle Stoechades, dove però viene raggiunto dagli uomini del governatore narbonese Valerio Paolino, partigiano di Tito Flavio Vespasiano, e qui decapitato.
L'Antonini Itinerarium cita Pomponiana come un porto di galere romane, ma non cita Olbia.
Nel 293 il Narbonnese viene diviso in due: ciò che si trova a est del Rodano (e quindi anche le isole d'oro) diventa Gallia Viennese, dalla città di Vienne. Nel 381 questa verrà smembrata, con la creazione della Narbonese II, con capitale Aquae Sextiae.
Nel 375 sant'Onorato d'Arles fonda un monastero, la celebre abbazia di Lerino, sulle isole di Lerino. Assieme a san Caprasio raggiunge le isole di Hyères, dove si trovavano numerosi anacoreti. Nel 410 l'isola di Levante, nella vallata dei Titani, accoglie il primo monastero, sotto la guida di un tale Teodoro. I monaci sviluppano molto l'agricoltura, la viticoltura, la pesca del tonno e la raccolta dei coralli. L'isola diventa granaio per Lerino e un importante centro di produzione di corde. Verrà poi fondato anche un monastero a Port-Cros, nel piano di Notre-Dame (a Est).
Nel 433, morto San Leonzio, Vescovo di Fréjus, gli abitanti della città raggiungono le "isole dei Titani o Stoecades, dove vivono molti santi anacoreti", per chiedere a Teodoro di diventare loro vescovo. Dopo lunghi tentennamenti questi cederà alla proposta.
Nel 420-450 i cenobiti s'installano a Porquerolles, a capo Mèdes. Vi si trova un abitato fortificato con doppia muraglia. Sotto gli ostrogoti il monachesimo provenzale fiorisce ulteriormente. Il regno ostrogoto è formalmente dipendente dall'Impero Bizantino, ma nel 536 la Provenza passa sotto il controllo dei Franchi di Childeberto I.
Nel VI secolo un bastimento bizantino che trasporta vino e pesce naufraga a la Palud (Port-Cros, Ovest).
Nel 578 i Longobardi, durante il cosiddetto periodo dei Duchi, invadono la Provenza merovingia: il re Gontrano li scaccia fino in Italia, ma Olbia è distrutta. È probabilmente di questi anni la transizione di Hyères da abitato periferico a punto di riferimento delle contrade d'intorno.
Le isole divengono oggetto di numerose incursioni da parte dei saraceni. Si ricordano quelle del 736-739, quando intervenne Carlo Martello, i due sacchi di Marsiglia dell'838 e dell'842, fino all'insediamento di Frassineto (888). Molti abitanti delle isole sono deportati come schiavi in Africa. È di quest'ultimo periodo la costruzione del castello di punta Castellas, sull'isola di Levante (nord-est).

### Medioevo
Nell'843 Lotario si aggiudica, col trattato di Verdun, la Lotaringia, insieme di territori tra i quali si annovera anche la Provenza che, alla sua morte, assieme al Viennese formerà un reame indipendente sotto Carlo. Nel 933 Ugo d'Arles, nominato governatore della Provenza sotto re Ludovico il Cieco, in cambio della corona ferrea d'Italia, cede la Provenza a Rodolfo II di Borgogna. Il nuovo regno è denominato regno di Arles o "delle due Borgogne", poiché la Provenza venne allora considerata "Bassa Borgogna" o Borgogna Cisgiurana, mentre la Borgogna propria era detta "Transgiurana" o "Alta Borgogna". Ha vita breve, passando nel 1032 sotto la giurisdizione del Sacro Romano Impero Germanico, nonostante la Provenza continui a essere amministrata da un Conte.
Attorno al 940 Bosone II di Provenza crea il viscontado di Marsiglia che affida a Pons di Fos. Luogotenenti dei Conti di Provenza, i "Visconti per grazia di Dio... e per negligenza dei conti di Provenza" riescono pian piano ad allargare la loro influenza nei territori circostanti fino a Hyères e le sue isole: nel 990 Pons di Fos riceve infatti la parte est dello smembramento della Diocesi di Tolone. La situazione va peggiorando: già nel 1000 la Provenza è divisa tra numerose famiglie, i Baux, i Fos, i d'Agoult, i Châteaurenard, i de Pontevès e i Castellane.
Nel 963 re Corrado delle due Borgogne concede il territorio di Hyères con le isole all'abbazia benedettina di Montmajour, vicino ad Arles.
È del 980 l'ennesima apparizione dei saraceni alle isole di Hyères.
Nel 1056 Guy e Astrude di Fos donano alla chiesa di San Nicola a Les Salins di Hyères la decima dei conigli delle isole.
Nel 1096 il conte Gilberto prevede la creazione di un ulteriore monastero sulle isole, servito da almeno dieci monaci.
Nel 1140, Goffredo II visconte di Marsiglia, dopo aver istituito un marchesato a Fos-sur-Mer per suo figlio Pons III, gli associa Hyères e le sue isole.
1150: Due monasteri cistercensi vengono fondati dai monaci di le Thoronet, uno a Notre-Dame di Porquerolles e uno a Castelas di Levante. Ma dieci anni più tardi vengono fatti prigionieri dai pirati. Nel 1169 gli agostiniani di Pignans ricostruiscono un monastero con l'appoggio dell'antipapa Innocenzo III.
I cistercensi chiedono a Innocenzo III di recuperare il monastero che ora è in mano agli agostianiani. Sono questi che accettano di convertirsi alle regole cistercensi.
Il 10 agosto 1169, i genovesi, catturano 3 galee pisane presso le isole d'Hyères.
Altra incursione saracena nel 1197. In un documento che recensisce le città e i castelli della diocesi di Tolone, Porquerolles è chiamata insula de Poracyrolas, Port-Cros insula medianas e Levant insula de Cabo.
Nel 1217 Raimondo Goffredo di Fos vende a Marsiglia i suoi possedimenti, tra i quali le saline delle isole d'oro, ereditate per parte di madre. La vendita sarà confermata nel 1223 da parte del conte di Provenza Raimondo Berengario.
Nel capitolo francescano tenuto a Marsiglia nel 1251 viene citato un monastero dell'Ordine a Porquerolles.
Nel 1257 Carlo I d'Angiò rivendica al signore di Hyères Roger di Hyères, la città e l'arcipelago, che riceve in cambio di 22 città e villaggi, tra cui la signoria di Bormes.
Nel 1284 Carlo II d'Angiò dona la penisola di Giens al suo medico, Raymond Ortolan, e Porquerolles a tale Pierre Mège, a condizione di tenervi una guarnigione a difesa della popolazione locale contro i pirati.
Un portolano italiano menziona l'isola Meczana o "Porto Grosso" (Port-Cross), "Baguecto" (Baguad), "Porcarola" o "Portecayrolis" (Porquerolles), "Rebaldina" (Ribaud). A ovest di Porquerolles è citata l'isolecta de Palag: Langoustier? L'isola di Levante è detta de boni homeni, in riferimento ai monasteri ivi presenti, o Caboros o "Capo Rosso". Un faro è presente su quest'ultima.
Nel 1348 Giovanna d'Angiò, regina di Napoli e contessa di Provenza, lascia Napoli per sfuggire a Luigi I d'Ungheria e si dirige in Provenza, sulle imbarcazioni dell'armatore marsigliese Jacques de Galbert, al quale, per ricompensa, dona l'île du Cabo Russi e Melianae, quindi Levante e Port-Cros.
I Benedettini amministrano l'isola di Levante. Jehan de Nostredame, fratello cadetto del più noto Michel Nostradamus, cita la morte di un tale Francesco d'Olberto, della famiglia genovese dei Cybo, anacoreta figura chiave nella rinascita dell'isola, trovata da lui abbandonata. Era bibliotecario del monastero di Lerino. Si ritirava "in primavera e in autunno al suo eremitaggio alle Stoecades, presso una chiesa che dipendeva da Lerino, a studiare i troubadours e i poeti provenzali dimenticati da tempo". Pare sia stato il primo a dare all'arcipelago il nome di Isole d'Oro.
Nel 1408, dopo aver perso una battaglia navale contro il maresciallo di Francia Jean Le Meingre, una flotta di quattro galere arabe ormeggia a Port-Cros per andarsene la mattina seguente.
Il giugno 1411 la flotta genovese, a causa di una forte tempesta al largo di Tolone, si rifugia alle isole di Hyères.
Nel novembre 1423 una flotta del re d'Aragona Alfonso V si raccoglie a Port-Cros per poi attaccare di sorpresa Marsiglia, che verrà presa in tre giorni.
Renato d'Angiò, divenuto conte di Provenza, assicura a una compagnia italiana nel 1468 lo sfruttamento del corallo provenzale, abbondante nei dintorni di Hyères e isole. Nel 1471 concede Porquerolles e le sue giurisdizioni a Palamede di Forbin, presidente della Camera dei conti, privandone il precedente proprietario, Jean Tressemanes. Restituisce invece la penisola di Giens a Giovanni e Raimondo di Glandevez.
L'atlante nautico di Luigi XII di Francia indica come isole di Hyères Geno (penisola di Giens), Porquerame, Port-Creux e l'isola dei bon hommes, "sant'uomini" (Levante).
Nel 1502 l'ammiraglio Cristoforo Colombo, in una lettera al re di Spagna, cita le isole d'oro come un buon riparo contro il maestrale.

### Era moderna
Nel 1504 dei pescatori di Bormes-les-Mimosas vengono attaccati a Bagaud da un naviglio moro. Nel 1508 gli Ospitalieri fanno scalo a Porquerolles, dove il comandante Jacques de Gatineau segnala la presenza dei mori. Nel 1515 si svolge una battaglia navale tra Ospitalieri e saraceni nelle acque delle isole d'oro. I vascelli catturati dai turchi vengon portati a Port-Cros. Nel 1517 un religioso predica in piazza a Marsiglia per indire una crociata che liberi le isole di Hyères. Onorato di Forbin, signore di Solliès e proprietario di Porquerolles dal 1474 decide quindi di ricostruire la fortezza di Porquerolles. Una galera mora cattura un bastimento che imbarcava materiale edilizio diretto al forte in costruzione. Nel 1520 due prigionieri cristiani vengono mutiliati e spediti "al re dei cristiani" come monito.
Nel portolano di Piri Reìs l'arcipelago è citato come "le tre isole": Port-Cros è Uskudalu, descritta come "piccola isola che ripara dai venti del NordOvest"; la baia di Port-Man è Porto Korso, buon punto d'ormeggio, "dall'acqua salmastra"; il canale tra Port-Cros e Levante è un "passaggio profondo", ma bisogna comunque stare attenti ad evitare le rocce che stanno a pelo d'acqua; la Gabinière è un isolotto rotondo detto "brav'uomo", dal suolo roccioso; Porquerolles è Pontara; il Grand Ribaud Rabaldi, piccola isola della quale tutte le coste sono un buon punto d'attracco; Hyères è Aris e Brégançon Barkansur.
Nel 1522 l'Ordine Ospitaliero perde Rodi, conquistata dai mori di Solimano il Magnifico. Si rifugiano a Viterbo, ma chiedono più volte a Francesco I di Francia le isole d'oro. Non ottenendo risposta, nel 1530 giungono a Malta.
Le isole di Hyères sono ormai alla mercé dei mori. Il pirata Barbarossa vi si è installato almeno dal 1527. Andrea Doria, avendo abbandonato il re di Francia, apre la costa provenzale ai mori.
Nel giugno del 1530 Tolone è devastata dal Barbarossa. Nel 1531 Francesco I decide di fortificare sulle isole le rocche esistenti e di crearne di nuove, anche per difendersi dall'imperatore Carlo V.
L'arcipelago verrà utilizzato inoltre dai pirati spagnoli per intercettare i convogli francesi.
Francesco istituisce il Marchesato delle Isole d'oro (Bagaud, Port-Cros, isola di Levante), che conferisce a Bertrand d'Ornessan, signore d'Astarac, barone di Saint-Blancard, consigliere del Re, ammiraglio dei mari di levante. Riceve anche il comando di Brégançon.
Ma i mori non si lasciano intimidire, presentandosi nel 1532 e nel 1535. Carlo V nel 1536 invade la Provenza e Andrea Doria risparmia Hyères ma occupa le isole, facendone, per soli quindici giorni, un ducato austriaco col nome di Isole d'Austria.
Nel 1539 François Forbin, proprietario di Porquerolles, comunica al re che le sue terre sono disabitate.
Nel 1543 Francesco I, avendo stretto un patto col Barbarossa contro Carlo V, invita l'ammiraglio a Tolone. La flotta moresca è ormeggiata al largo delle isole.
Nel 1548 Rabelais è a Port-Cros, dove scrive il suo Le Tiers Livre, firmandosi come calloier, "monaco"
Il marchesato nel '49 ritorna alla Corona. Poi Enrico II lo conferisce al tedesco Christophe de Rocquendorf, austriaco al servizio del re di Francia. Poiché l'intento delle autorità è quello di sradicare i pirati dalle isole e ricostruire gli abitati, soprattutto le fortezze, il nuovo proprietario solleva gli abitanti dal pagamento delle imposte e ne assicura l'impunità da qualunque reato, passato, presente e futuro, fin tanto che restano sulle isole. Ciò non fa altro che rendere l'arcipelago un covo non solo di pirati di mare, ma anche di banditi di terra.
Nel 1552 il marchesato è affidato a Gabriel de Lutz, signore d'Aramon, precedentemente ambasciatore del re a Costantinopoli. Il re gli accorda il diritto di presentare sul suo stemma sette gigli argentati su campo azzurro.
Nel 1557 i forti di Porquerolles e Port-Cros sono distrutti dagli spagnoli.
Nel 1560 de Lutz muore, lasciando come eredi Jaumette de Grasse e Jacqueline des Estardes (o Estandes), mentre l'anno successivo Brégançon torna alla Corona.
Nel 1564 le isole hanno per governatore François de Simiane.
Nel 1566 le incursioni barbaresche sono ancora all'ordine del giorno. Il marchese d'Elbeuf, a maggio, parte da Marsiglia con una flotta di dodici galere, che stabilisce a Port-Cros, per salvaguardare tutta la costa dal Var al Rodano.
Nel 1571 Porquerolles diventa di proprietà dei Pontevès, signori di Giens.
Nel 1573 Albert de Gondi, già Maresciallo di Francia, diventa marchese delle isole, nonché governatore di Provenza. Alla sua morte è suo figlio Philippe Emmanuel de Gondi che eredita il marchesato.
Nel 1579, invece, Porquerolles diventa proprietà della Corona di Francia.
Nel 1581 il marchesato di Brégançon passa a Joseph Boniface de La Môle, signore di Collobrières.
Nel 1590 una galera marsigliese di ritorno da Livorno, carica di grano, viene intercettata dai turchi presso le isole d'oro. Occorrono duemila scudi per liberare la nave.
Nel 1591 Pierre Jean Bompar disegna la prima carta della Provenza, inserendo Hieeres, Gien, Salines, Ribaudan, Ribaudin, Les Medes, Porqueroles, Port Cors, Bagueult, Titan, Bregancon.
Nel 1593 una guarnigione reale viene installata a Brégançon.
Nel 1589 Gianandrea Doria giunge alla rada d'Hyères con 20 galere e 2000 uomini per proseguire a Tolone.
Nel 1596 il cardinale d'Ossat, ambasciatore di Enrico IV a Roma, informa il duca Carlo I di Guisa che Gianandrea Doria progetta di impadronirsi delle isole d'Hyères per conto del re di Spagna Filippo II.

### Era contemporanea

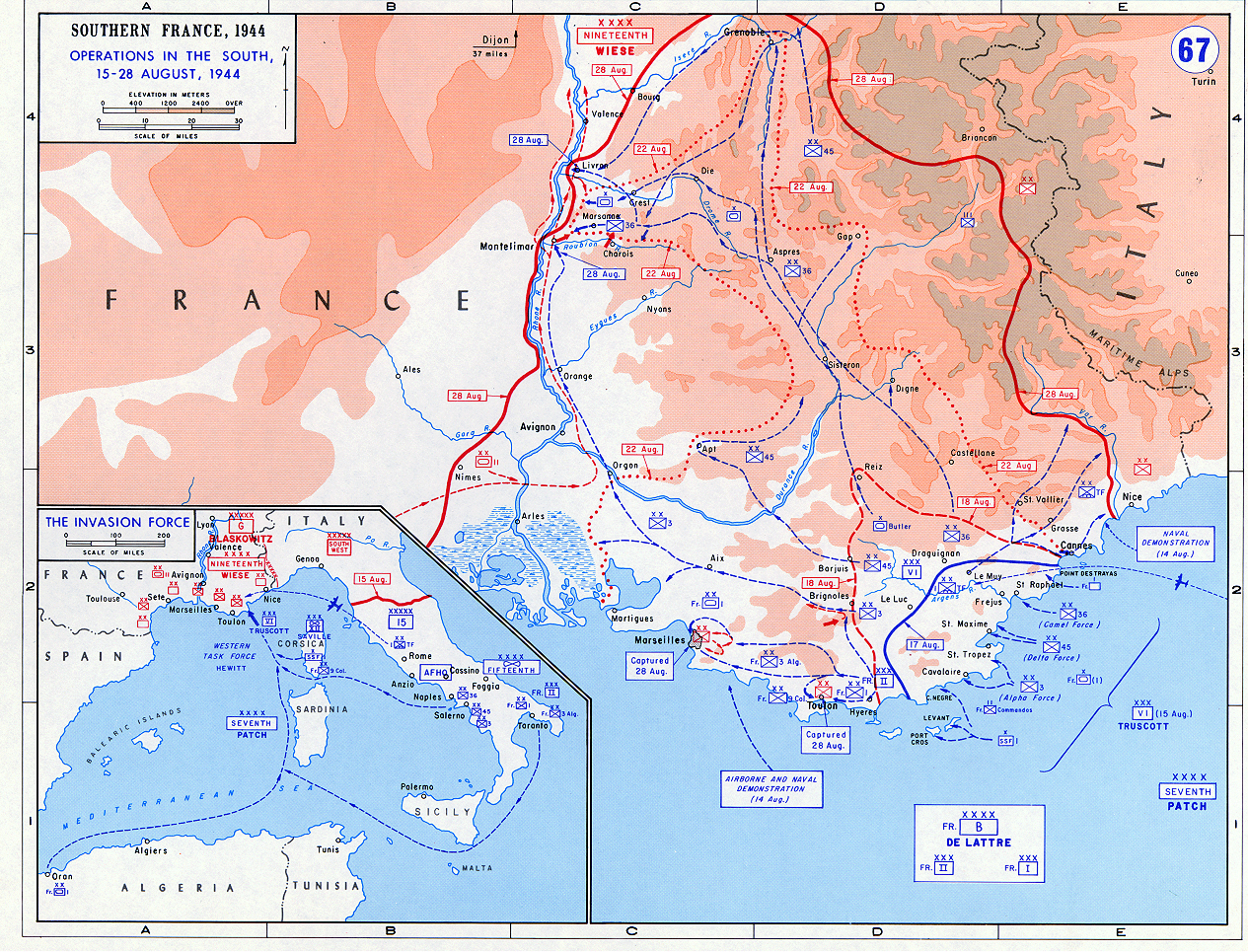
Lo sbarco di Provenza. Son ben visibili le frecce dirette alle isole d'oro.

Vi sbarcano gli americani durante l'Operazione Dragoon, conosciuta anche come "sbarco di Provenza".